# Gala León García
León  García est un nom espagnol. Le premier nom de famille, en général paternel, est León ; le second, en général maternel, souvent omis, est García.
Pour les articles homonymes, voir Léon et García.
Gala León García, née le 23 décembre 1973 à Madrid, est une joueuse de tennis espagnole, professionnelle du début des années 1990 à 2004.

## Biographie
À deux occasions, elle a atteint les huitièmes de finale à Roland Garros, ses meilleures performances en simple dans une épreuve du Grand Chelem. Elle a d'abord réalisé cette performance en 1996, lors de sa première participation à un tournoi du Grand Chelem, sortant des qualifications puis battant notamment Barbara Paulus, tête de série no 16. Elle a réédité cette performance en 1999, où elle a éliminé notamment Nathalie Tauziat, tête de série no 9.
Au cours de sa carrière, elle a remporté un tournoi WTA en simple, à Madrid en 2000, année durant laquelle elle a atteint la 27e place mondiale. Elle a joué et perdu quatre autres finales en simple et deux finales en double sur le circuit principal.
Elle a fait partie de l'équipe espagnole de Fed Cup finaliste en 1996 contre les États-Unis.
Le 21 septembre 2014, elle est nommée capitaine de l'équipe d'Espagne de Coupe Davis à la suite de la démission de Carlos Moyà. Elle est la cinquième femme désignée capitaine d'une équipe de Coupe Davis (après les équipes de Moldavie, de Saint-Marin, de Syrie et du Panama, mais la première à la tête d'une équipe importante. Sa légitimité est contestée par les joueurs espagnols. Le 3 juillet 2015, elle est démise de ses fonctions par le nouveau président de la fédération espagnole de tennis (RFET), sans même avoir supervisé une rencontre. Elle est remplacée quelques jours plus tard par une autre ancienne joueuse : Conchita Martínez.

## Palmarès

### Titre en simple dames
| No | Date       | Nom et lieu du tournoi                 | Catégorie | Dotation  | Surface      | Finaliste       | Score         |          |
| -- | ---------- | -------------------------------------- | --------- | --------- | ------------ | --------------- | ------------- | -------- |
| 1  | 22/05/2000 | Open de España Villa de Madrid, Madrid | Tier III  | 170 000 $ | Terre (ext.) | Fabiola Zuluaga | 4-6, 6-2, 6-2 | Parcours |

### Finales en simple dames
| No | Date       | Nom et lieu du tournoi                  | Catégorie | Dotation  | Surface      | Vainqueure        | Score         |          |
| -- | ---------- | --------------------------------------- | --------- | --------- | ------------ | ----------------- | ------------- | -------- |
| 1  | 06/07/1998 | Piberstein Styria Open, Maria Lankowitz | Tier IV   | 107 500 $ | Terre (ext.) | Patty Schnyder    | 6-2, 4-6, 6-3 | Parcours |
| 2  | 17/07/2000 | Idea Prokom Open, Sopot                 | Tier III  | 170 000 $ | Terre (ext.) | Anke Huber        | 7-64, 6-3     | Parcours |
| 3  | 16/07/2001 | Sanex Trophy, Knokke-Heist              | Tier IV   | 150 000 $ | Terre (ext.) | Iroda Tulyaganova | 6-2, 6-3      | Parcours |
| 4  | 23/07/2001 | Idea Prokom Open, Sopot                 | Tier III  | 170 000 $ | Terre (ext.) | Cristina Torrens  | 6-2, 6-2      | Parcours |

### Titre en double dames
Aucun

### Finales en double dames
| No | Date       | Nom et lieu du tournoi                | Catégorie | Dotation  | Surface      | Vainqueures                 | Partenaire            | Score    |          |
| -- | ---------- | ------------------------------------- | --------- | --------- | ------------ | --------------------------- | --------------------- | -------- | -------- |
| 1  | 12/07/1999 | Prokom Polish Open Sopot              | Tier III  | 180 000 $ | Terre (ext.) | Laura Montalvo Paola Suárez | María Antonia Sánchez | 6-4, 6-3 | Parcours |
| 2  | 22/05/2000 | Open de España Villa de Madrid Madrid | Tier III  | 170 000 $ | Terre (ext.) | Lisa Raymond Rennae Stubbs  | María Antonia Sánchez | 6-1, 6-3 | Parcours |

## Parcours en Grand Chelem

### En simple dames
| Année | Open d'Australie | Open d'Australie  | Internationaux de France | Internationaux de France | Wimbledon       | Wimbledon         | US Open         | US Open            |
| ----- | ---------------- | ----------------- | ------------------------ | ------------------------ | --------------- | ----------------- | --------------- | ------------------ |
| 1996  | -                | -                 | 4e tour (1/8)            | Iva Majoli               | 1er tour (1/64) | Anke Huber        | 1er tour (1/64) | Henrieta Nagyová   |
| 1997  | 1er tour (1/64)  | Kimberly Po       | 1er tour (1/64)          | Jana Kandarr             | 3e tour (1/16)  | Jana Novotná      | 2e tour (1/32)  | Venus Williams     |
| 1998  | 1er tour (1/64)  | Sandrine Testud   | 3e tour (1/16)           | Sandrine Testud          | 1er tour (1/64) | Steffi Graf       | 3e tour (1/16)  | Nathalie Dechy     |
| 1999  | 1er tour (1/64)  | Lindsay Davenport | 4e tour (1/8)            | Conchita Martínez        | 1er tour (1/64) | Barbara Schett    | 2e tour (1/32)  | Mary Pierce        |
| 2000  | 1er tour (1/64)  | Kristina Brandi   | 2e tour (1/32)           | Amanda Coetzer           | 2e tour (1/32)  | Jelena Dokić      | 1er tour (1/64) | Lindsay Davenport  |
| 2001  | 1er tour (1/64)  | Rita Grande       | 1er tour (1/64)          | Martina Hingis           | 1er tour (1/64) | Tina Pisnik       | 2e tour (1/32)  | Sandrine Testud    |
| 2002  | 1er tour (1/64)  | Martina Suchá     | 1er tour (1/64)          | Katarina Srebotnik       | 1er tour (1/64) | Anne Kremer       | 1er tour (1/64) | Mashona Washington |
| 2003  | -                | -                 | 2e tour (1/32)           | Nathalie Dechy           | 1er tour (1/64) | Martina Suchá     | 1er tour (1/64) | Virginie Razzano   |
| 2004  | 1er tour (1/64)  | Petra Mandula     | 2e tour (1/32)           | Mary Pierce              | 1er tour (1/64) | Elena Likhovtseva | -               | -                  |

À droite du résultat, l’ultime adversaire.

### En double dames
| Année | Open d'Australie             | Open d'Australie         | Internationaux de France | Internationaux de France | Wimbledon | Wimbledon | US Open                       | US Open                     |
| ----- | ---------------------------- | ------------------------ | ------------------------ | ------------------------ | --------- | --------- | ----------------------------- | --------------------------- |
| 1995  | -                            | -                        | -                        | -                        | -         | -         | 2e tour (1/16) E. Bottini     | Katrina Adams Zina Garrison |
| 2000  | -                            | -                        | -                        | -                        | -         | -         | 1er tour (1/32) Alina Jidkova | Chanda Rubin S. Testud      |
| 2001  | 1er tour (1/32) Gisela Riera | Tina Križan I. Selyutina | -                        | -                        | -         | -         | -                             | -                           |

Sous le résultat, la partenaire ; à droite, l’ultime équipe adverse.

## Parcours en Fed Cup
| #                                                                  | Date       | Lieu              | Surface         | Gagnante(s)                     | Perdante(s)                       | Score         |          |
|                                                                    |            |                   |                 |                                 |                                   |               |          |
| 1996 - Finale (groupe mondial) - États-Unis - Espagne - 5 : 0      |            |                   |                 |                                 |                                   |               |          |
| 1                                                                  | 28/09/1996 | Atlantic City     | Moquette (int.) | Lindsay Davenport               | Gala León García                  | 7-5, 6-2      | Parcours |
| 1                                                                  | 28/09/1996 | Atlantic City     | Moquette (int.) | Mary Joe Fernández Linda Wild   | Gala León García Virginia Ruano   | 6-1, 6-4      | Parcours |
|                                                                    |            |                   |                 |                                 |                                   |               |          |
| 1997 - 1/4 de finale (groupe mondial) - Belgique - Espagne - 5 : 0 |            |                   |                 |                                 |                                   |               |          |
| 2                                                                  | 01/03/1997 | Sprimont          | Dur (int.)      | Els Callens Nancy Feber         | Gala León García Virginia Ruano   | 5-7, 6-2, 6-2 | Parcours |
|                                                                    |            |                   |                 |                                 |                                   |               |          |
| 1999 - 1/4 de finale (groupe mondial) - Italie - Espagne - 3 : 2   |            |                   |                 |                                 |                                   |               |          |
| 3                                                                  | 17/04/1999 | Reggio de Calabre | Moquette (int.) | Gala León García M. A. Sánchez  | Tathiana Garbin A. Serra Zanetti  | 7-5, 6-0      | Parcours |
|                                                                    |            |                   |                 |                                 |                                   |               |          |
| 2001 - Round robin (groupe mondial) - Espagne - Australie - 3 : 0  |            |                   |                 |                                 |                                   |               |          |
| 4                                                                  | 07/11/2001 | Madrid            | Terre (int.)    | Gala León García Virginia Ruano | Evie Dominikovic Rachel McQuillan | 7-5, 6-4      | Parcours |
|                                                                    |            |                   |                 |                                 |                                   |               |          |
| 2001 - Round robin (groupe mondial) - Espagne - Belgique - 0 : 3   |            |                   |                 |                                 |                                   |               |          |
| 5                                                                  | 10/11/2001 | Madrid            | Terre (int.)    | Els Callens Laurence Courtois   | Gala León García Virginia Ruano   | 4-6, 6-3, 7-5 | Parcours |

## Classements WTA en fin de saison

### En simple
| Année | 1991 | 1992 | 1993 | 1994 | 1995 | 1996 | 1997 | 1998 | 1999 | 2000 | 2001 | 2002 | 2003 | 2004 |
| Rang  | 694  | 477  | 289  | 329  | 134  | 89   | 58   | 53   | 53   | 32   | 41   | 129  | 96   | 214  |

Source : (en) « Classements de Gala León García », sur le site officiel du WTA Tour

### En double
| Année | 1991 | 1992 | 1993 | 1994 | 1995 | 1996 | 1997 | 1998 | 1999 | 2000 | 2001 | 2002 | 2003 |
| Rang  | 652  | 371  | 283  | 157  | 150  | 882  | 512  | 155  | 173  | 138  | 442  | 329  | 424  |

Source : (en) « Classements de Gala León García », sur le site officiel du WTA Tour